# 東京都道253号保谷狭山自然公園自転車道線

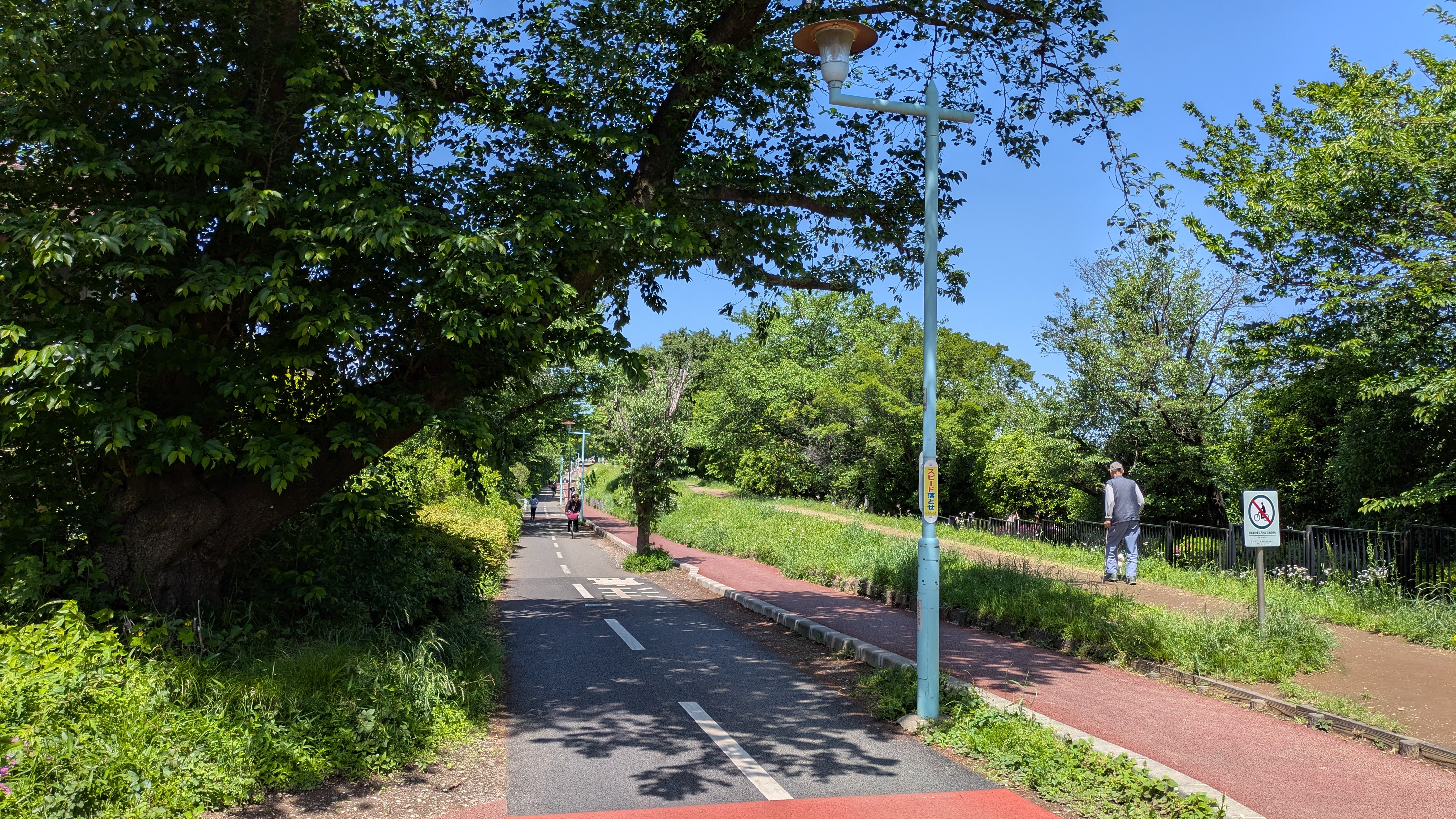
多摩湖自転車歩行者道（西東京市向台町）（2025年4月）

東京都道253号保谷狭山自然公園自転車道線（行政名称、とうきょうとどう253ごう ほうやさやましぜんこうえんじてんしゃどうせん）は東京都西東京市から東村山市の村山下ダム北端に至る一般都道で、自転車歩行者専用道路。全線・東京都通称道路名設定公告　整理番号95。
1984年（昭和59年）5月1日に東京都は通称を多摩湖自転車道（たまこじてんしゃどう）と設定し、この通称が定着している。その後交通状況等の変化を踏まえ、交通安全対策の一層の推進を図るため、2018年4月1日に東京都は通称を多摩湖自転車歩行者道（たまこじてんしゃほこうしゃどう）に変更した。

## 概要
- 陸上距離：21.9 km
- 起点：東京都西東京市新町[3]
- 終点：東京都東村山市多摩湖町[4]

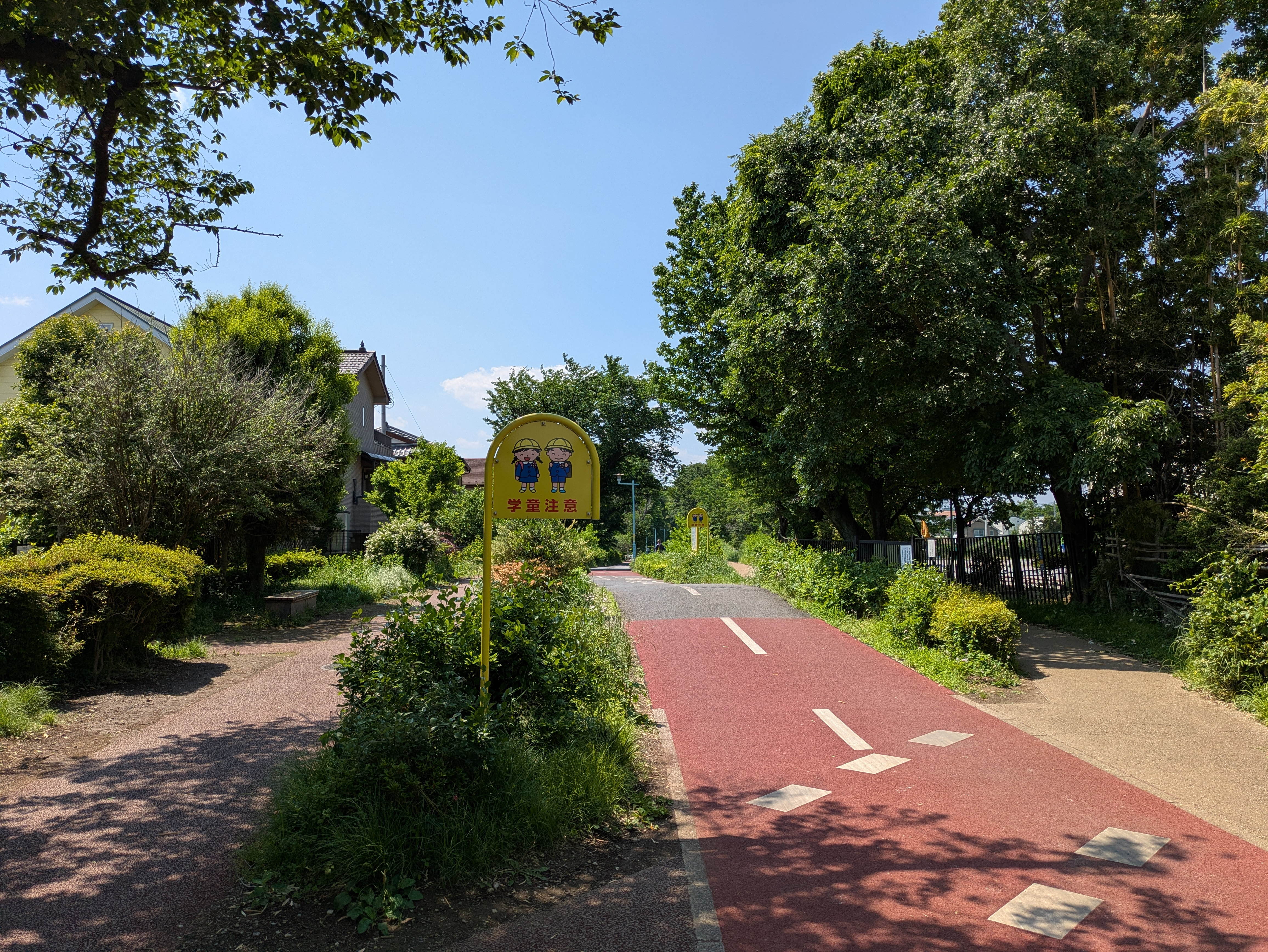
歩行者横断指定場所　自転車道と歩道の分割が成されている。（西東京市向台町）（2025年5月）

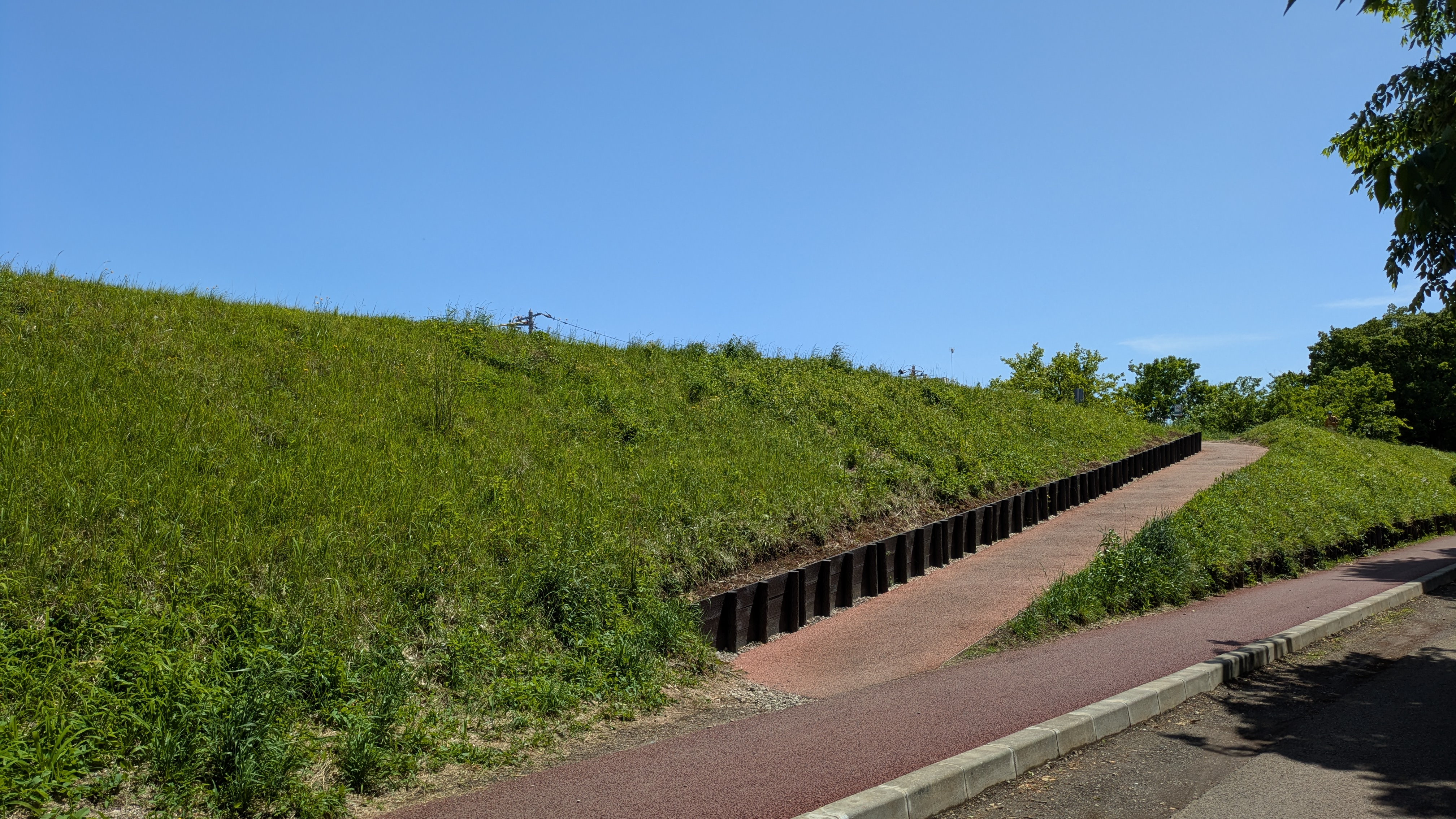
西東京市・小平市　馬の背区間（西東京市向台町）（2025年4月）

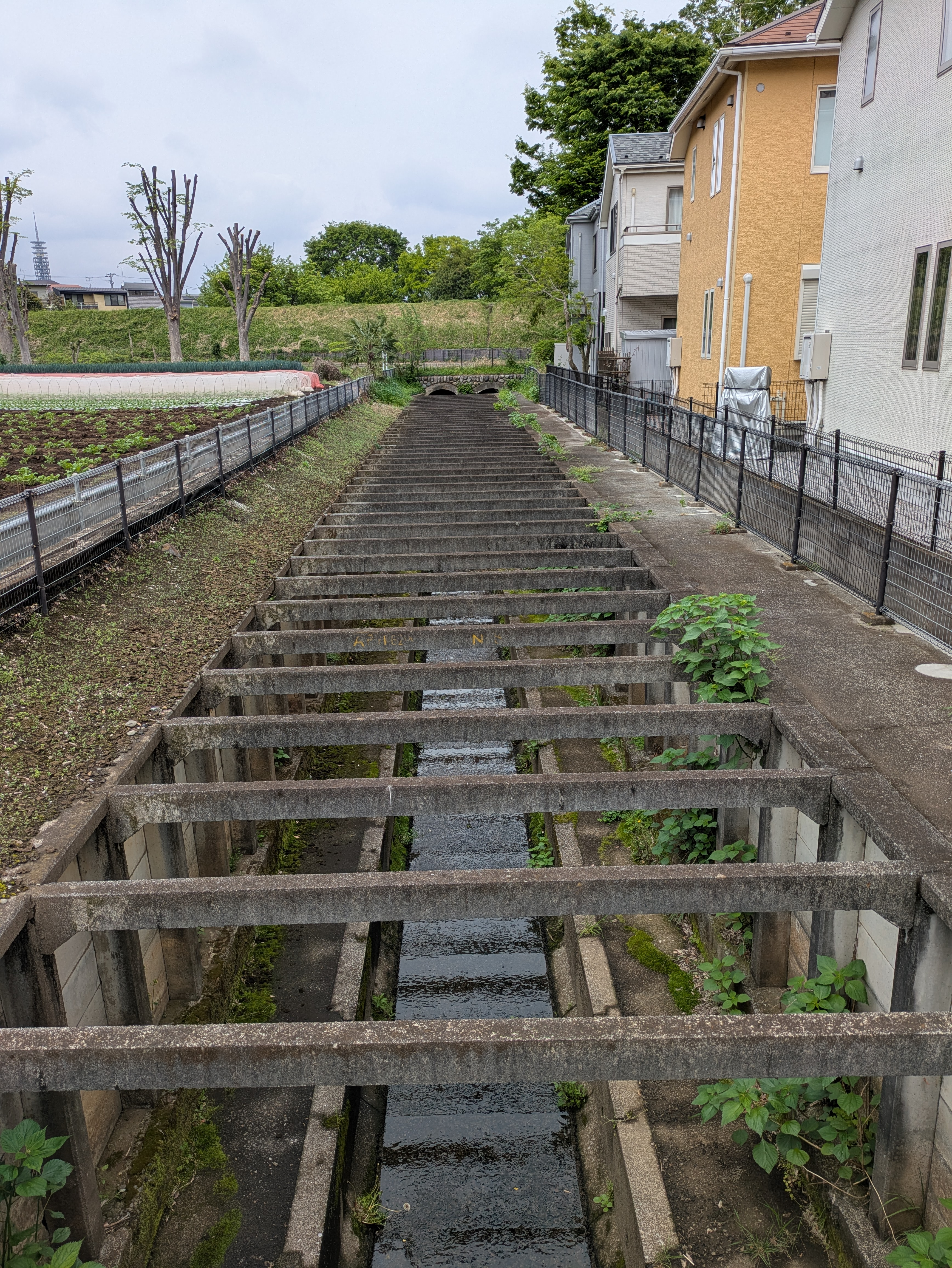
鈴木街道長久保橋より、馬の背へ伸びる石神井川（小平市花小金井南町）（2025年4月）

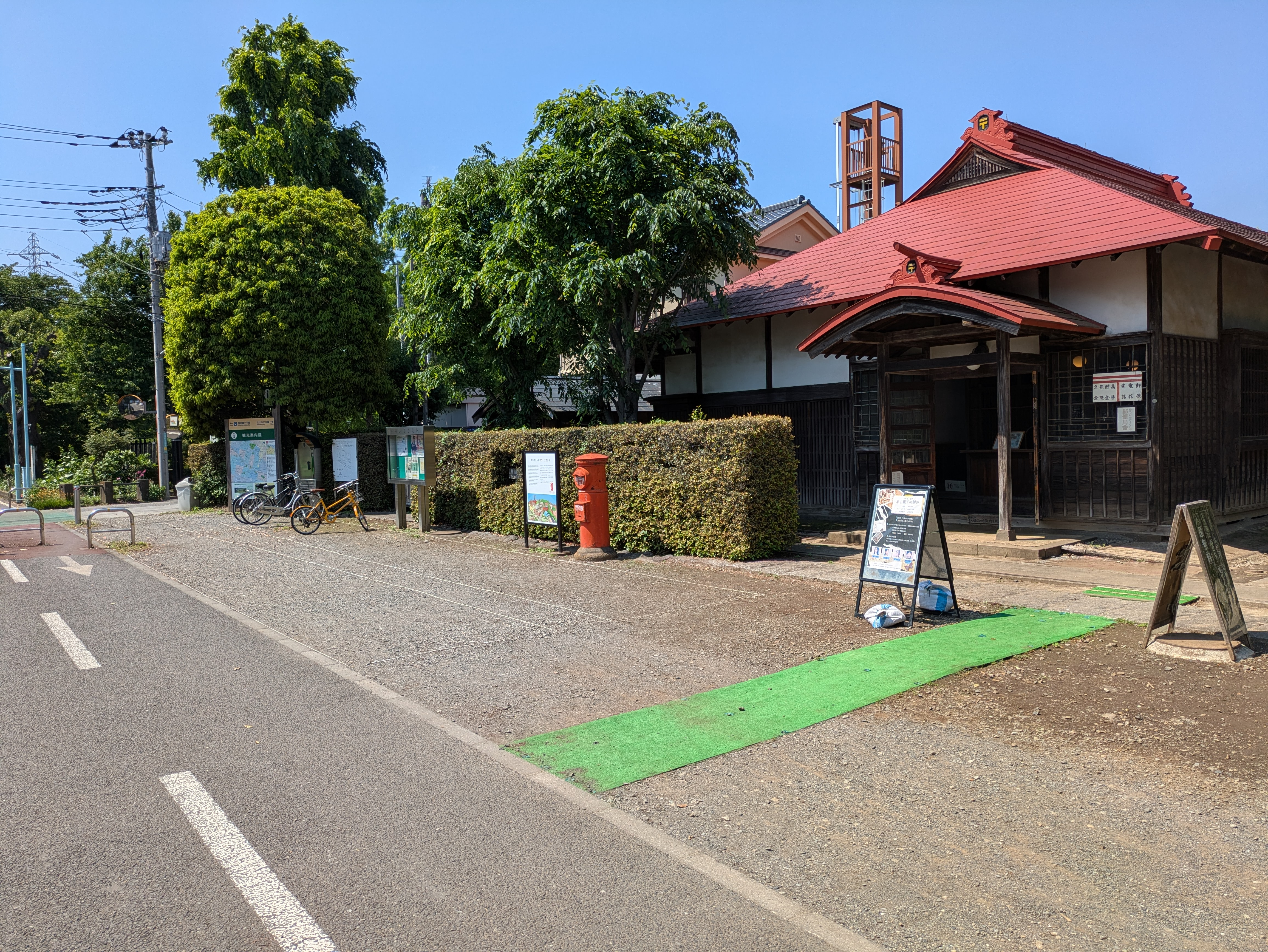
多摩湖自転車歩行者道路は小平ふるさと村のアクセスを担う（小平市花小金井）（2025年5月）

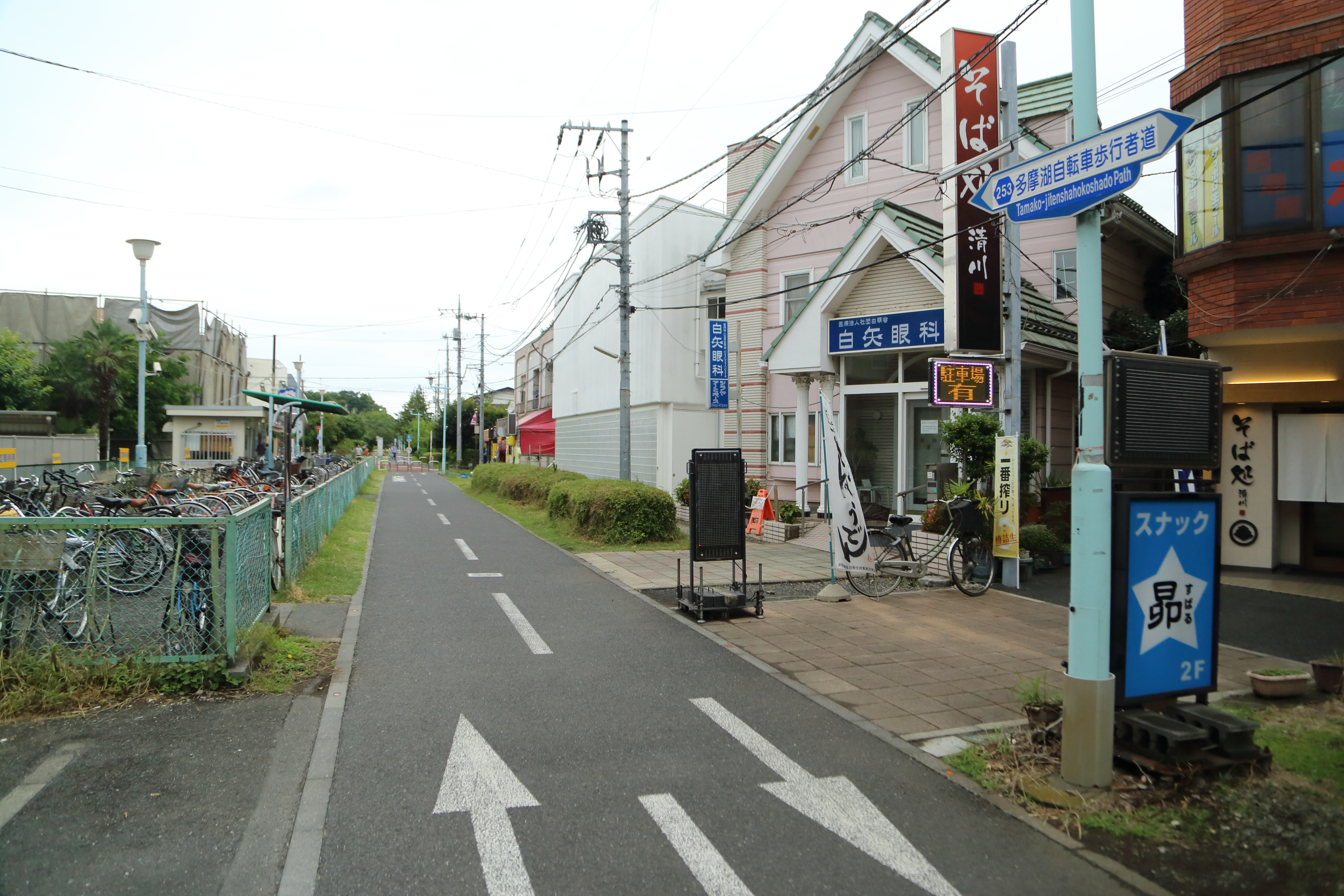
小平市内（2019年6月）

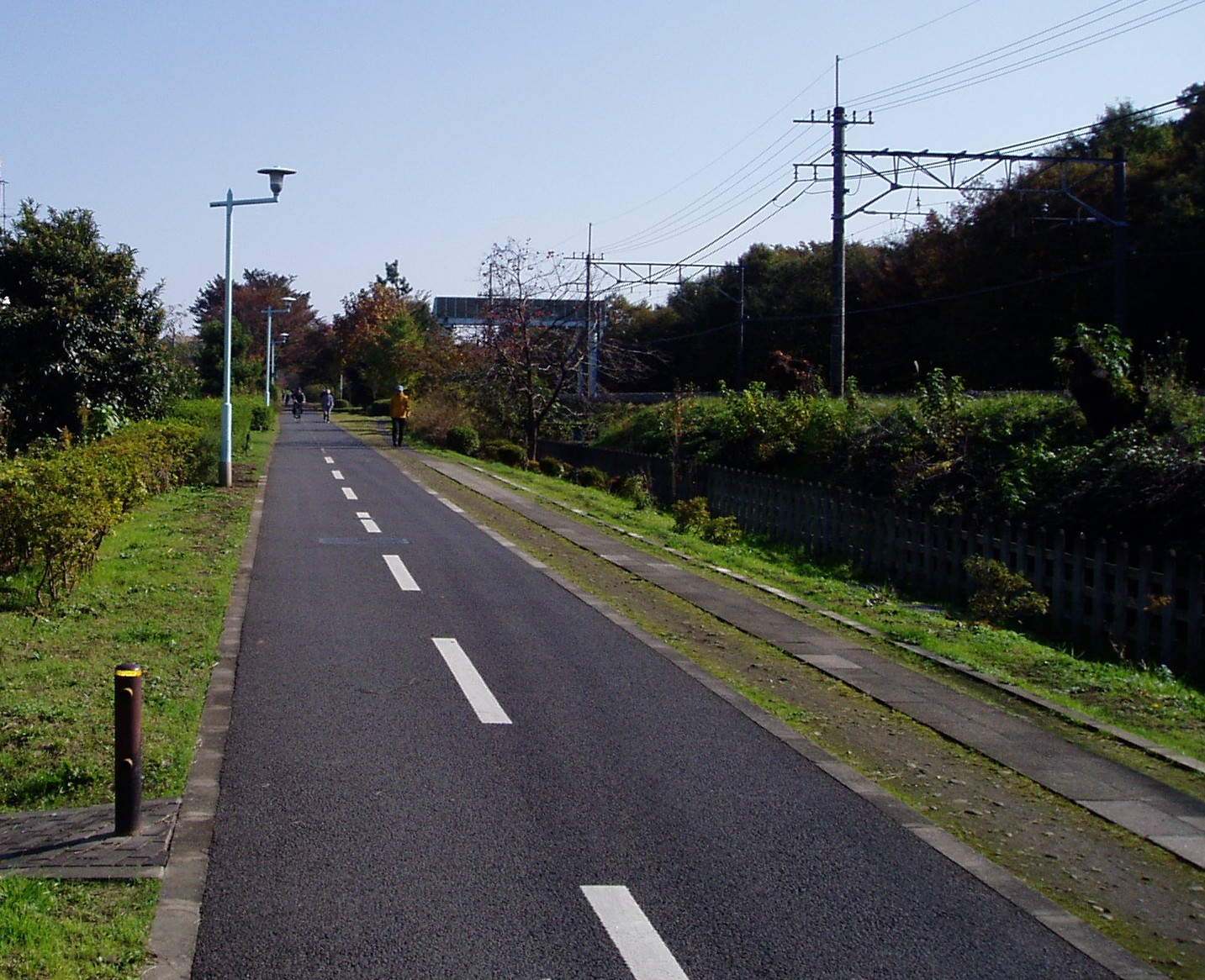
東村山市内（2004年11月）

村山貯水池（多摩湖）から東村山浄水場・境浄水場を経て和田堀給水所に至る水道道路である区間（直線部）と、村山貯水池を周回する区間に大別される。
直線部
五日市街道の関前五丁目交差点（井ノ頭通りの終点）から東京都道128号東村山東大和線の武蔵大和駅西交差点に至る。路面には起点からの距離標（プレート）が埋められている。水道道路なので基本的に一直線で起伏が少ないが、小金井公園付近の「馬の背」は石神井川の浸食によるくぼ地なので高低差がある。また、小平市天神の新小金井街道との交差部は、新小金井街道が西武新宿線をアンダーパスしており直進できないため、迂回路が設けられている。
大部分が都立公園狭山・境緑道として緑化されている。もともとは自転車道部のみ舗装され、歩道部は未舗装の区間が多かったが、2014年までに全体が幅員4mの舗装道に整備された。概ね北側を自転車、南側を歩行者に区分したうえで、「全体に歩行者優先」とされている。一般道との交差箇所には自動車の侵入防止柵が設置されている。
小平駅付近の約200メートルは駅前ロータリーに取り込まれて一般道になっており、専用道路としては分断されている。
多摩湖周辺部
多摩湖を時計回りに、村山下ダムの北端付近へ至る（湖畔店付近までで、堰堤上は含まれない）。貯水池建設工事用の道路を一部転用したもので、東京都立狭山自然公園（狭山近郊緑地保全区域）を通る。休憩所が数カ所設けられているほか、村山上ダムによるショートカットが可能。北岸の西武ドームや西武園ゆうえんちを望む。
直線部とは打って変わって曲線や起伏が多い。樹木が生えていることによる狭隘部分や、路面が荒れている区間がある。山林を抜けるため、野生生物に遭遇する事もある。
西端では野山北・六道山公園自転車道線への接続が可能。

## 通過する自治体
- 東京都
  - 西東京市 - 小平市 - 東村山市 - 東大和市 - 武蔵村山市 - 東大和市 - 東村山市

起点で接続する東京都道7号杉並あきる野線（五日市街道）は西東京市と武蔵野市との境界になっている。また、多摩湖北岸では東大和市・武蔵村山市・東村山市の3市と埼玉県所沢市との境界に接し、一部区間は所沢市域を通る。

## 交差・接続している道路
- 東京都道7号杉並あきる野線（五日市街道・井ノ頭通り、西東京市）
- 東京都道132号小川山田無線（小平市）
- 東京都道15号府中清瀬線（小金井街道、小平市）
- 東京都道248号府中小平線（新小金井街道、小平市）
- 東京都道5号新宿青梅線（青梅街道、小平市）
- 東京都道230号小平停車場小川新田線（小平市）
- 東京都道16号立川所沢線（府中街道、東村山市）
- 東京都道128号東村山東大和線（東大和市）
- 埼玉県道55号所沢武蔵村山立川線（東大和市・多摩湖北岸で並走）

## 周辺
全線に渡り、西武鉄道各線（新宿線、拝島線、山口線）と併走する。拝島線および国分寺線とは踏切で交差する。多摩湖線とは、萩山〜武蔵大和間でほぼ並行に敷設されており、併設末端で立体交差する。
当道路が上記路線の駅至近を通るため、駅前広場の一部や、駅利用者の為のアクセス路として機能する箇所も多い。
JR武蔵野線とも交差するが、地下区間を通る為直接的に認識する事は無い。
緑道公園には多数のサクラが植樹され、花の盛りには非常に多くの人で賑わう。桜並木は、たけのこ公園周辺や小金井公園のソメイヨシノ、八坂駅周辺のヤマザクラ、狭山堀橋（空堀川）周辺のカワヅザクラなど。

### 直線部
- 千川上水
- おおぞら公園（西東京市）
- 小金井公園（小金井市・小平市）
- 石神井川
- 小金井カントリー倶楽部（小平市）
- 花小金井駅（小平市）
- たけのこ公園（小平市）
- 公立昭和病院（小平市）
- 小平ふるさと村（小平市）
- あじさい公園（小平市）
- 小平駅（小平市）
- 小平霊園（東村山市）
- 萩山駅（東村山市）
- ブリヂストン東京工場（小平市）
- 野火止用水（東村山市）
- 八坂駅（東村山市）
- 東村山中央公園（東村山市）
- 空堀川（東村山市）
- 東村山浄水場（東村山市）
- 武蔵大和駅（東村山市）
- 前川 （東村山市・東大和市）
- 狭山公園（東村山市・東大和市）

### 多摩湖周辺部
- 村山貯水池（多摩湖）（東大和市）
- 東京都立狭山自然公園（東大和市・武蔵村山市・瑞穂町）
- 市立狭山緑地（東大和市）
- 山口貯水池（狭山湖）（埼玉県所沢市・入間市）
- 西武球場前駅（所沢市）
- 狭山スキー場（所沢市）
- 西武ドーム（所沢市）
- 西武園ゆうえんち（所沢市）
- 多摩湖駅（東村山市）

## エピソード
漫画・アニメ『ケロロ軍曹』の「ケロロ&冬樹 まったり行こっであります」（アニメ版サブタイトル）の舞台にもなっている。
漫画『おりたたぶ』（週刊少年マガジンコミックス）の舞台となっている。

### ギャラリー

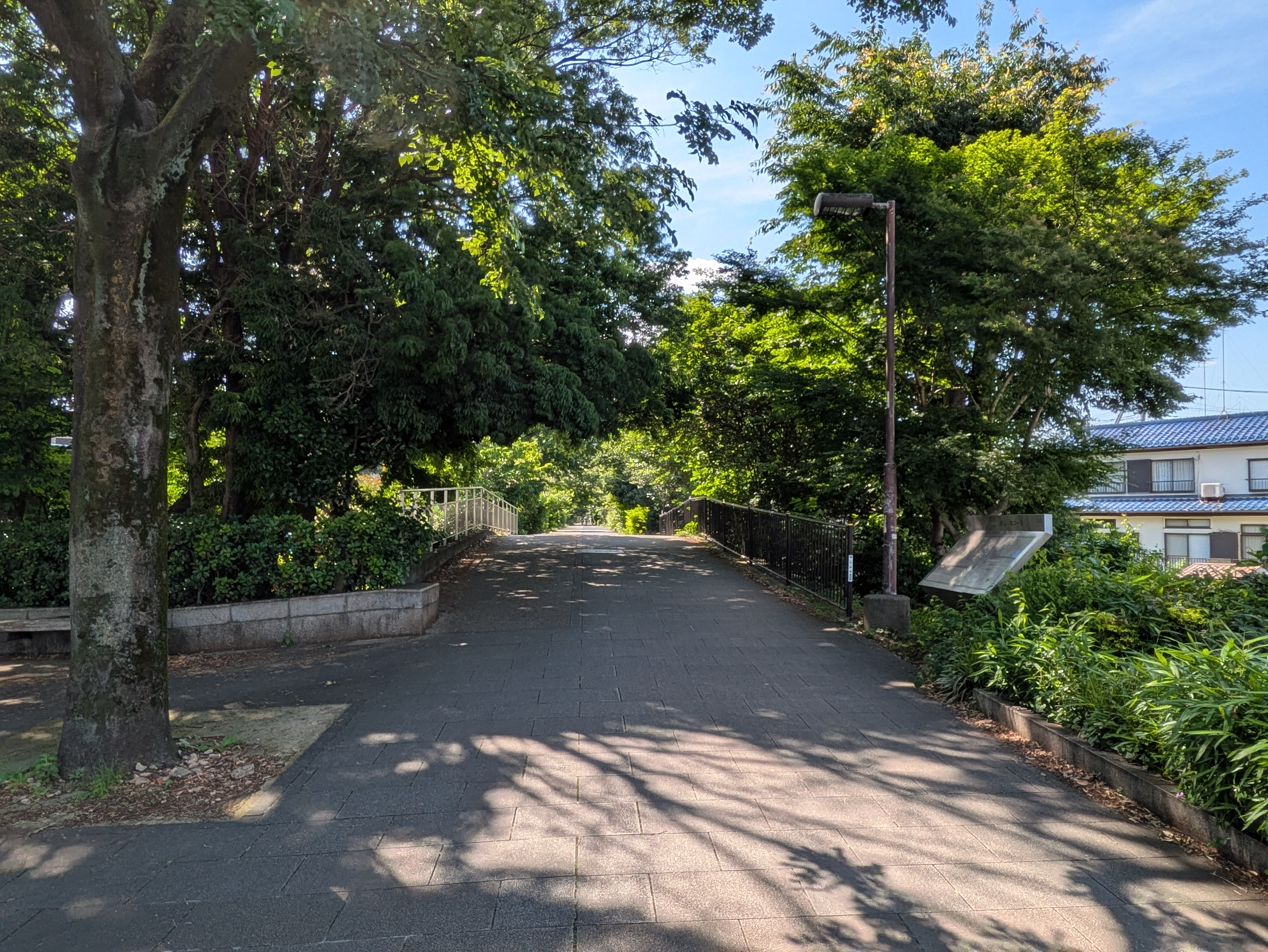
多摩湖自転車道路起点（西東京市新町）（2025年5月）
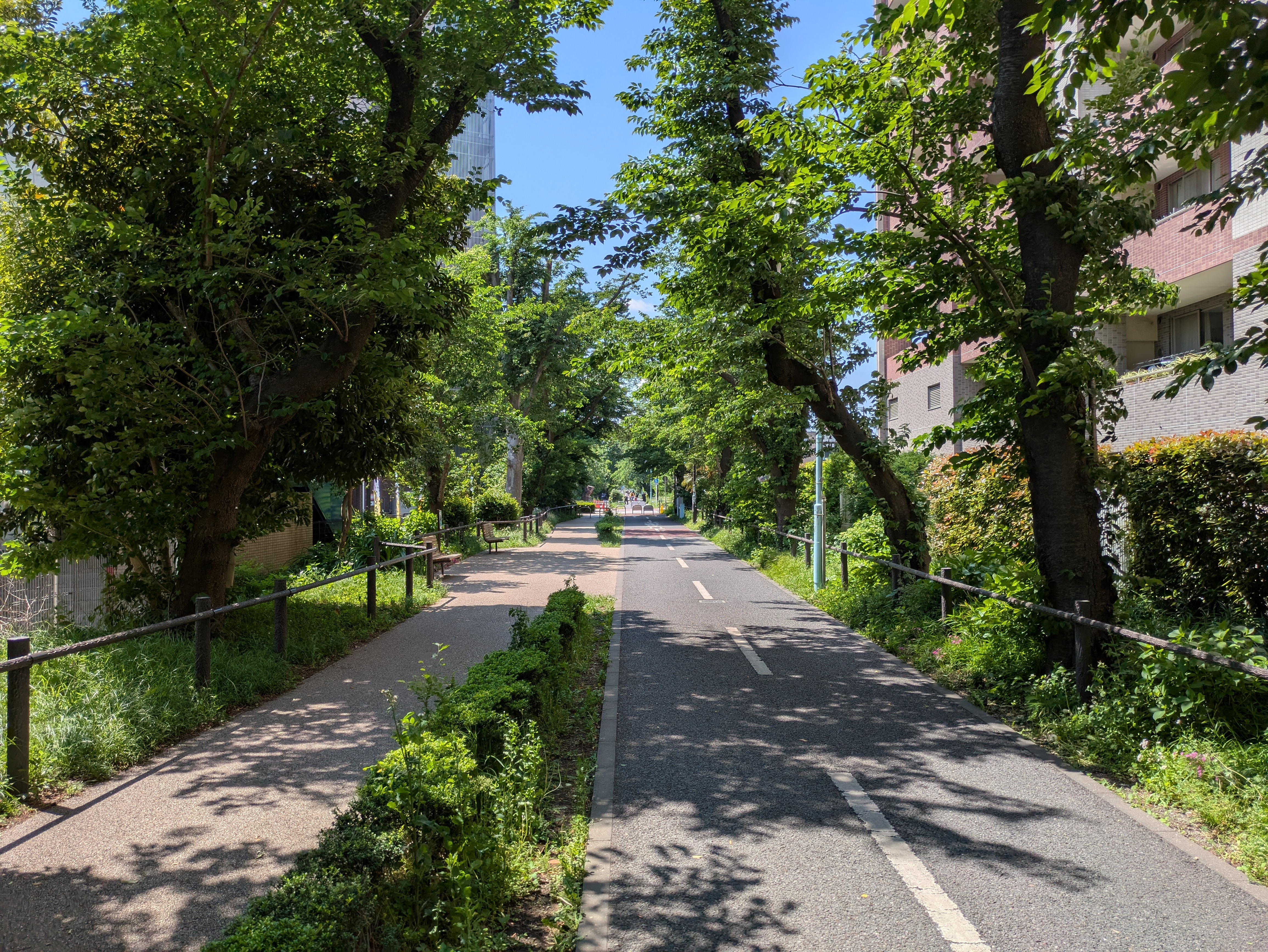
花小金井駅付近（小平市花小金井南町）（2025年5月）
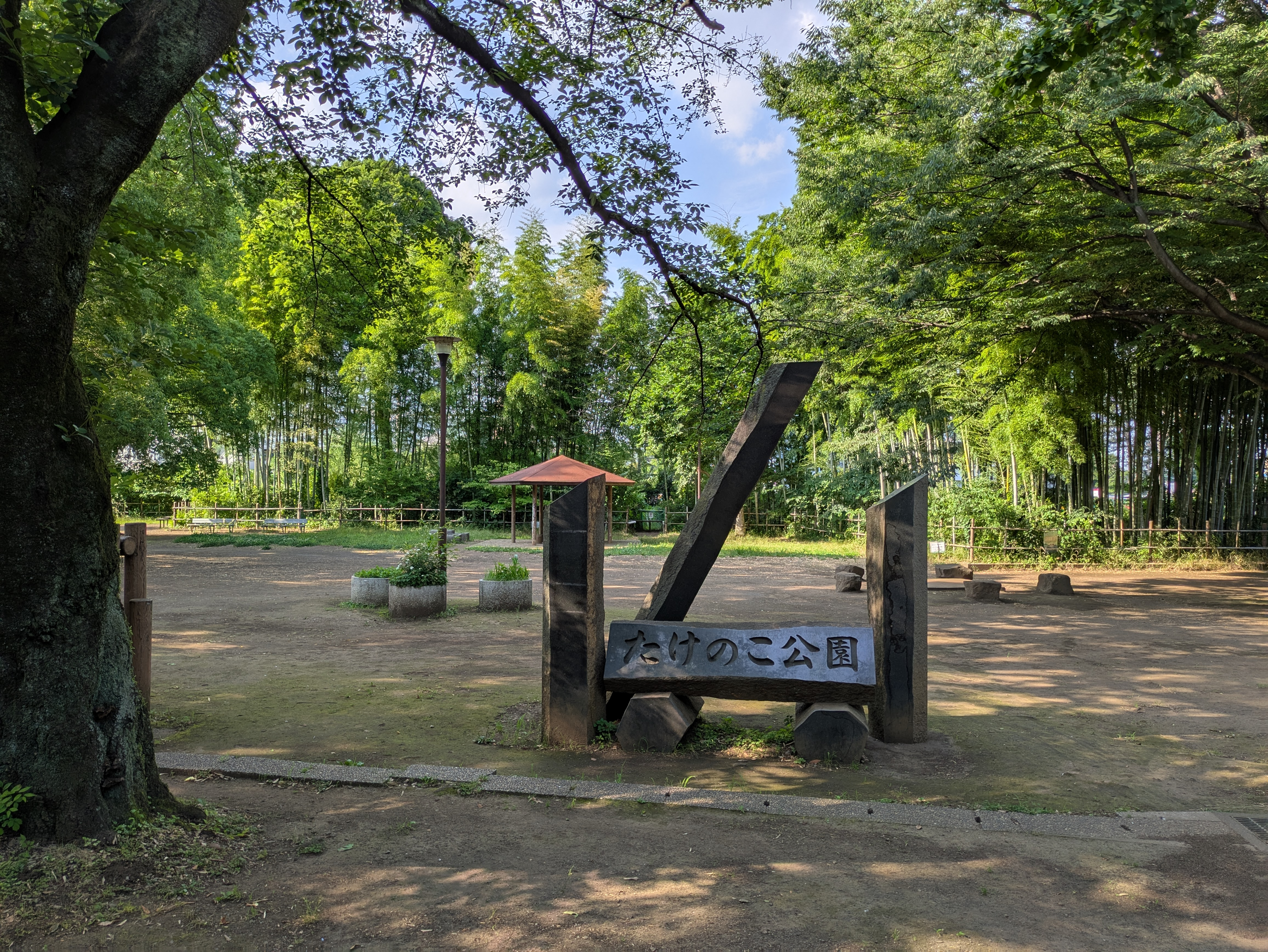
道なりに設置されている、たけのこ公園 (小平市花小金井)(2025年6月)
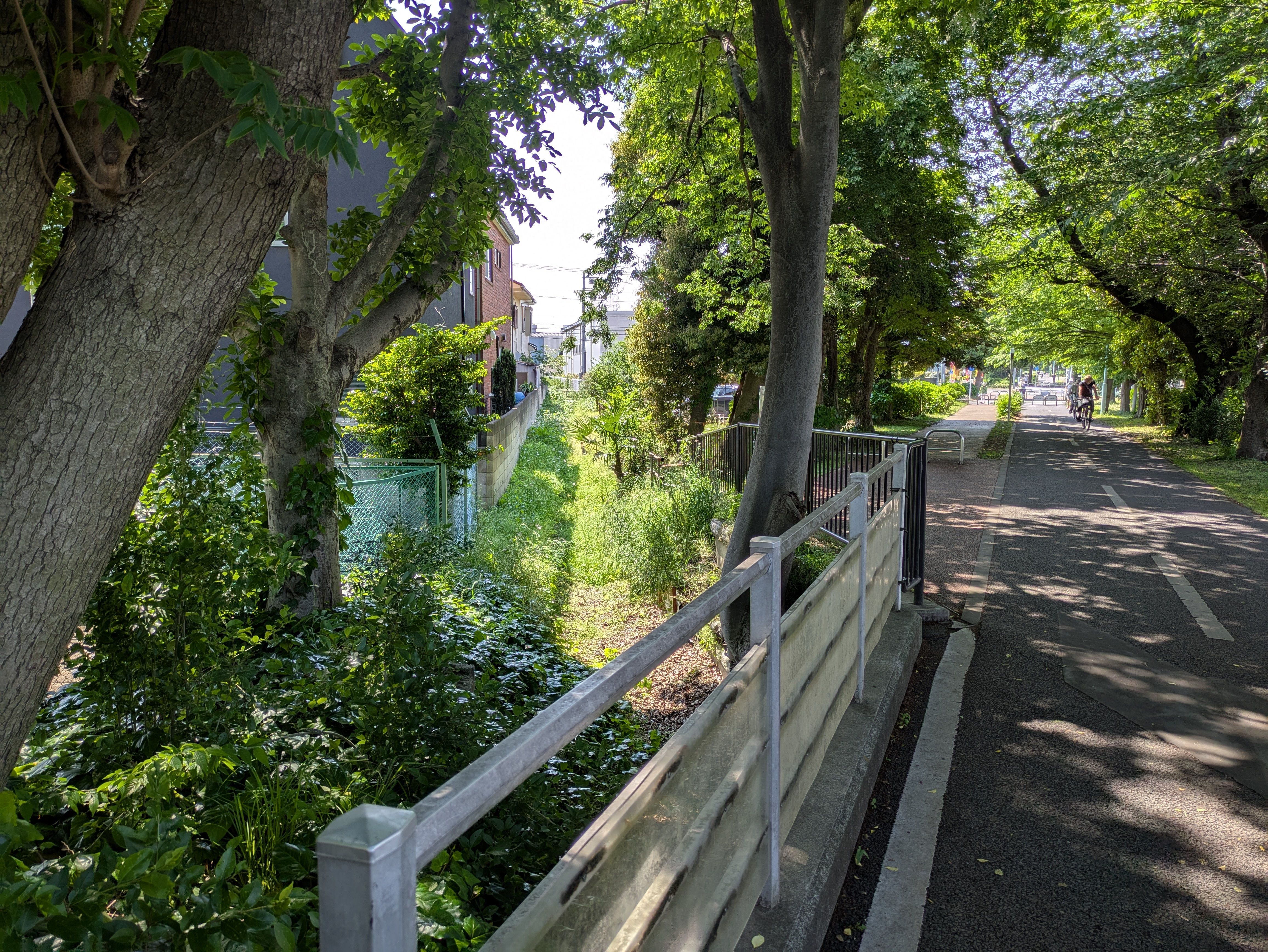
野中用水交差部（小平市花小金井）（2025年5月）
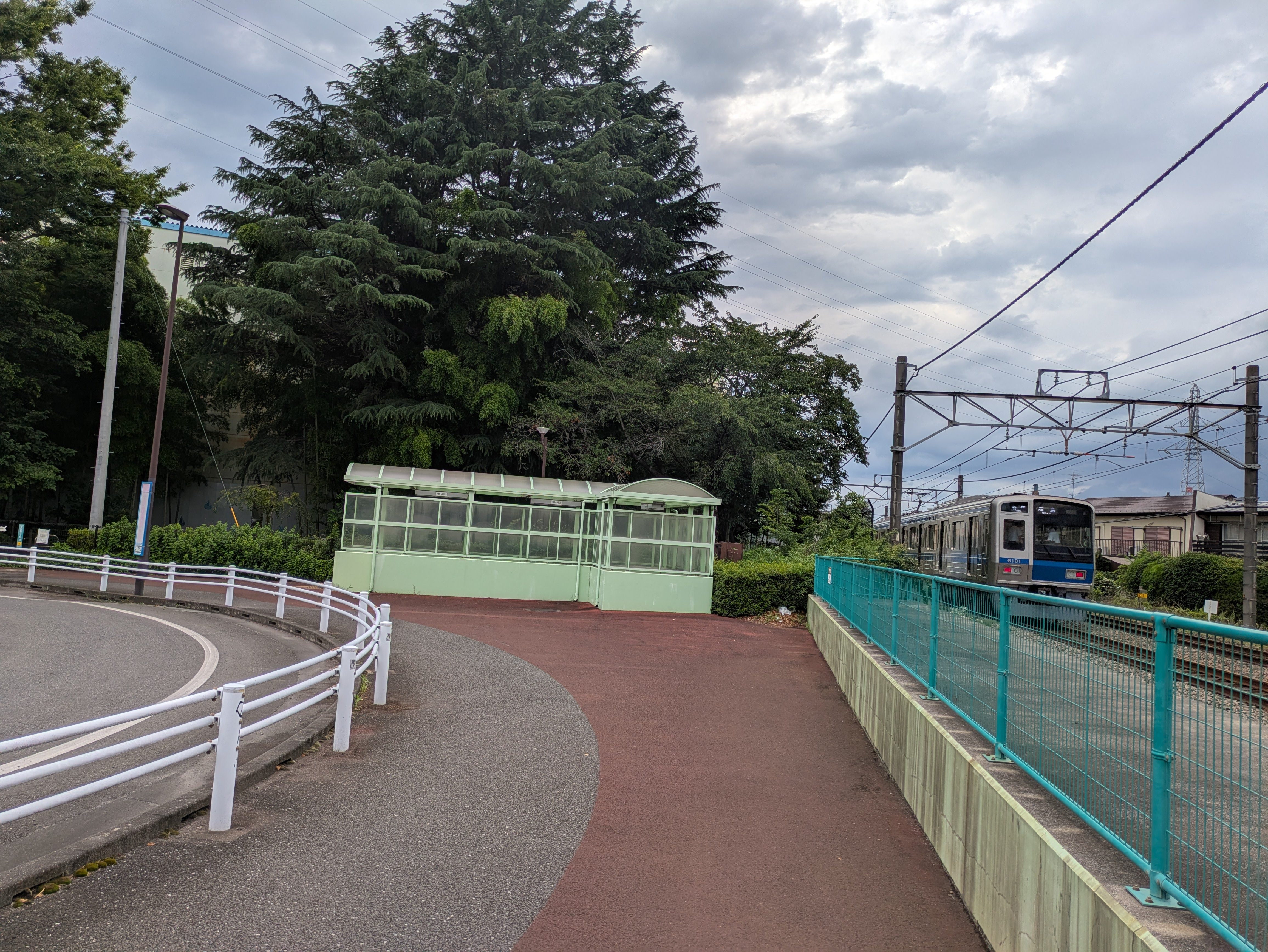
多摩湖自転車歩行者道 新小金井街道迂回部（小平市天神町）（2025年6月）
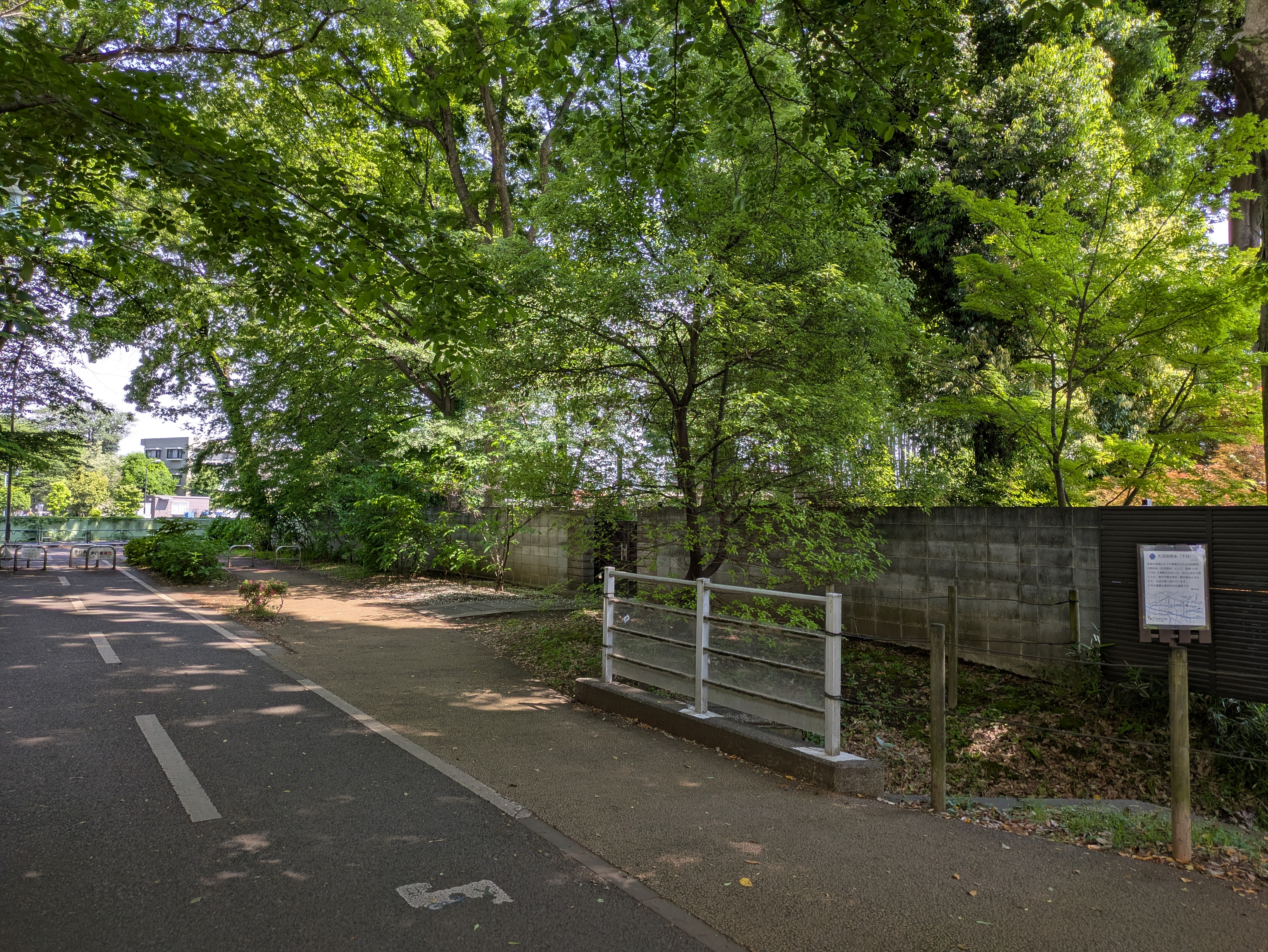
新小金井街道接続部付近の大和田用水交差部（小平市天神町）（2025年5月）
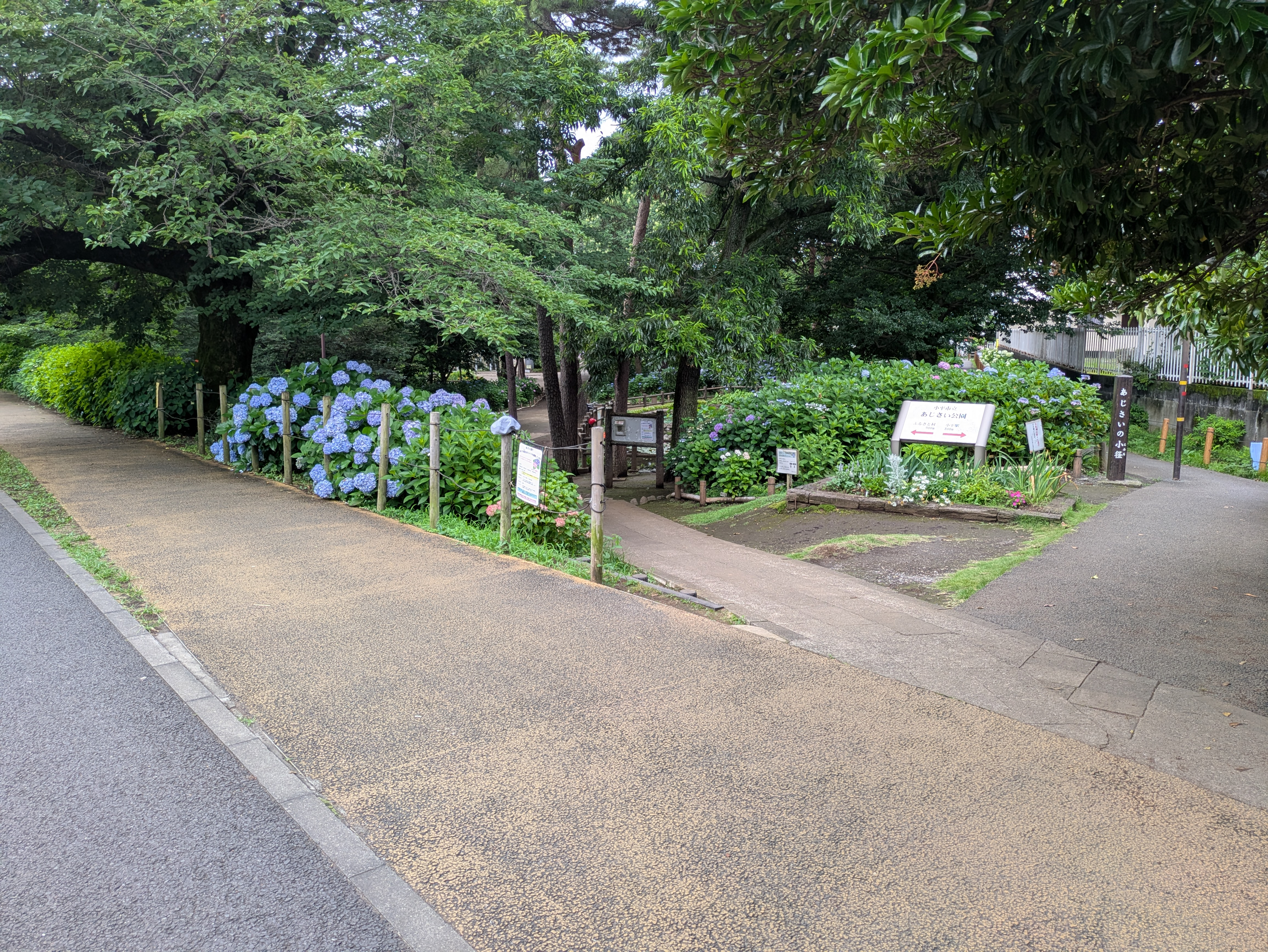
多摩湖自転車歩行者道沿い、あじさい公園（小平市美園町）
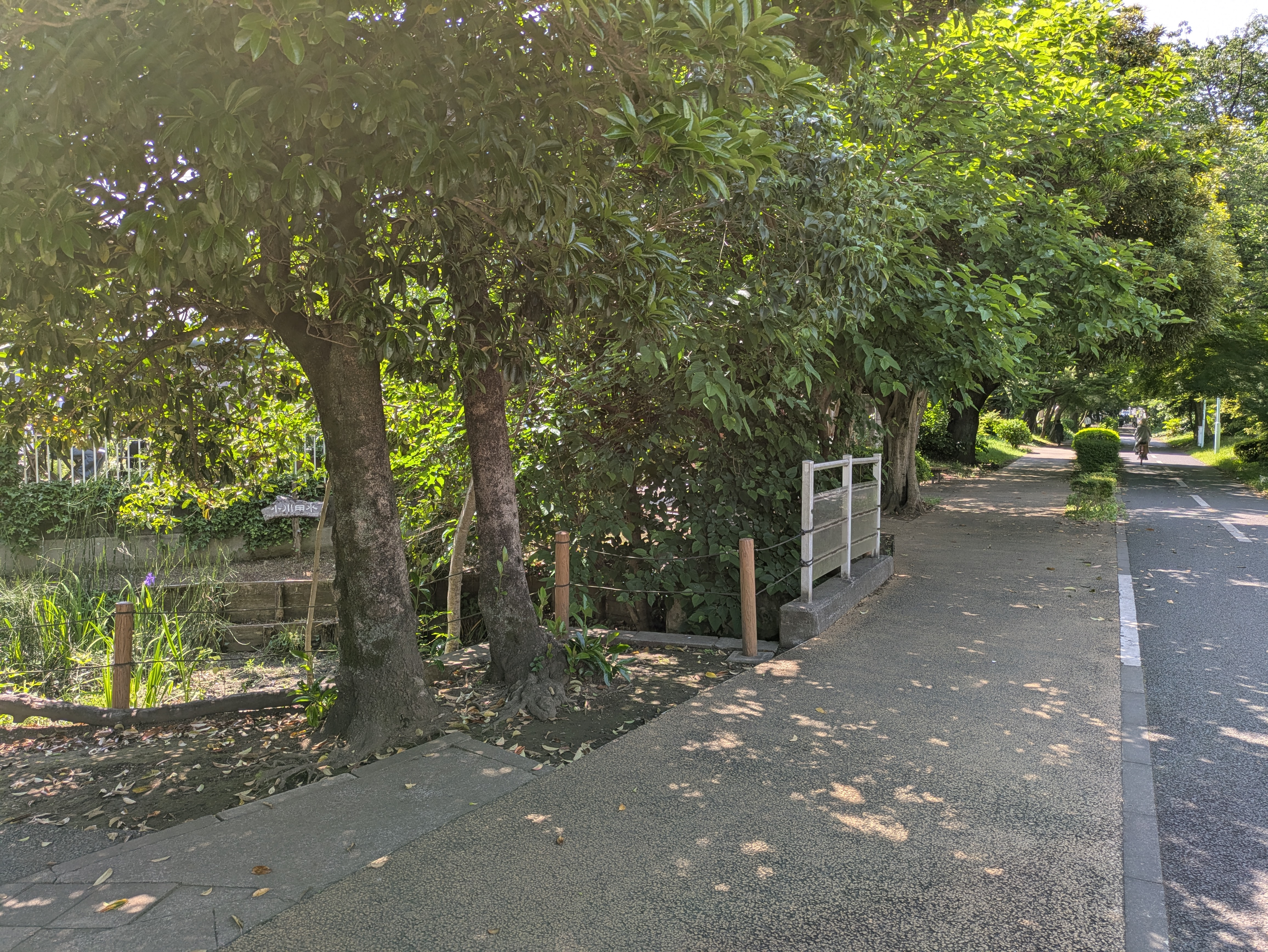
あじさい公園側の小川用水交差部（小平市美園町）（2025年5月）
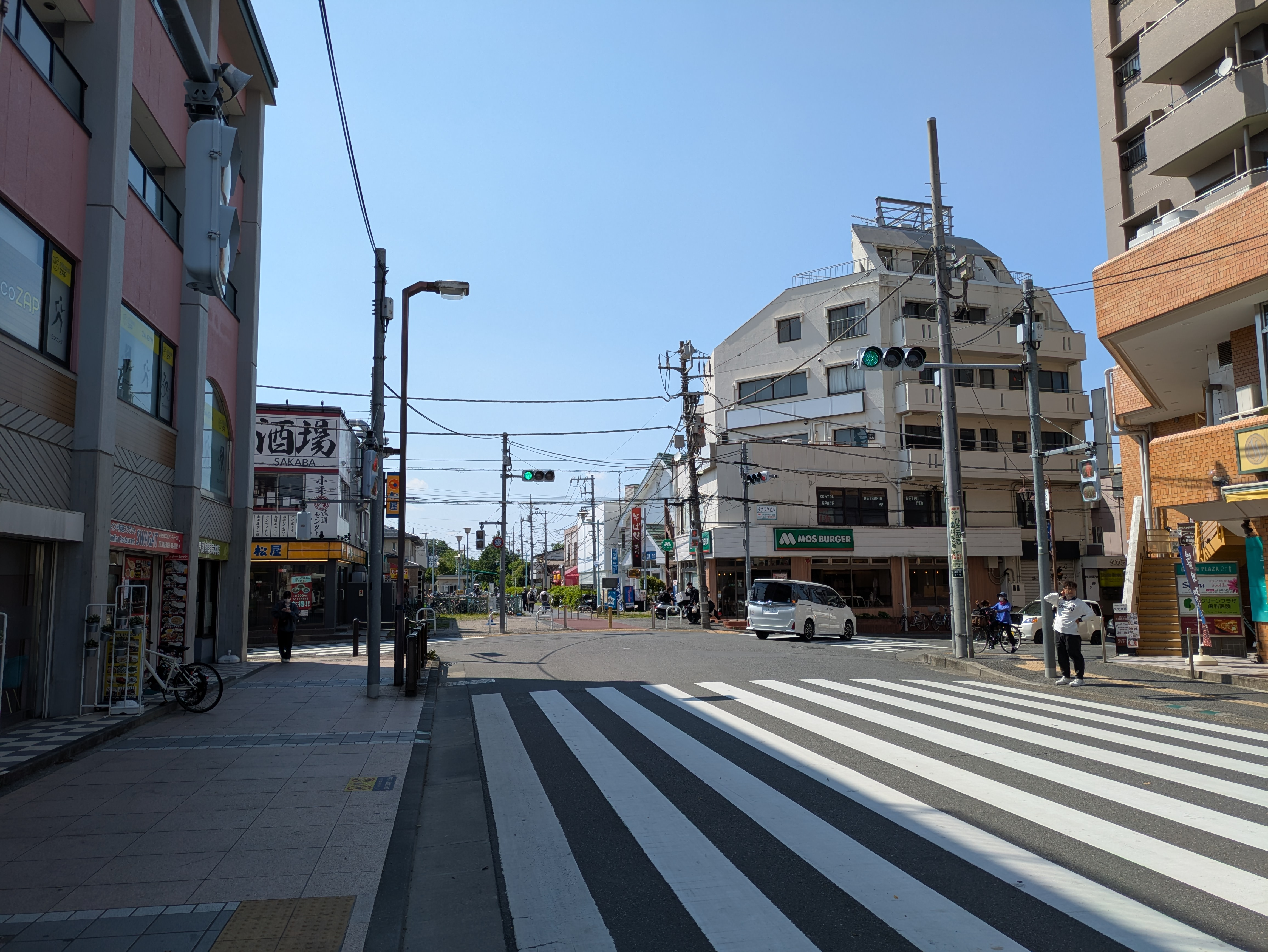
小平駅付近一般道区間（小平市美園町）（2025年5月）
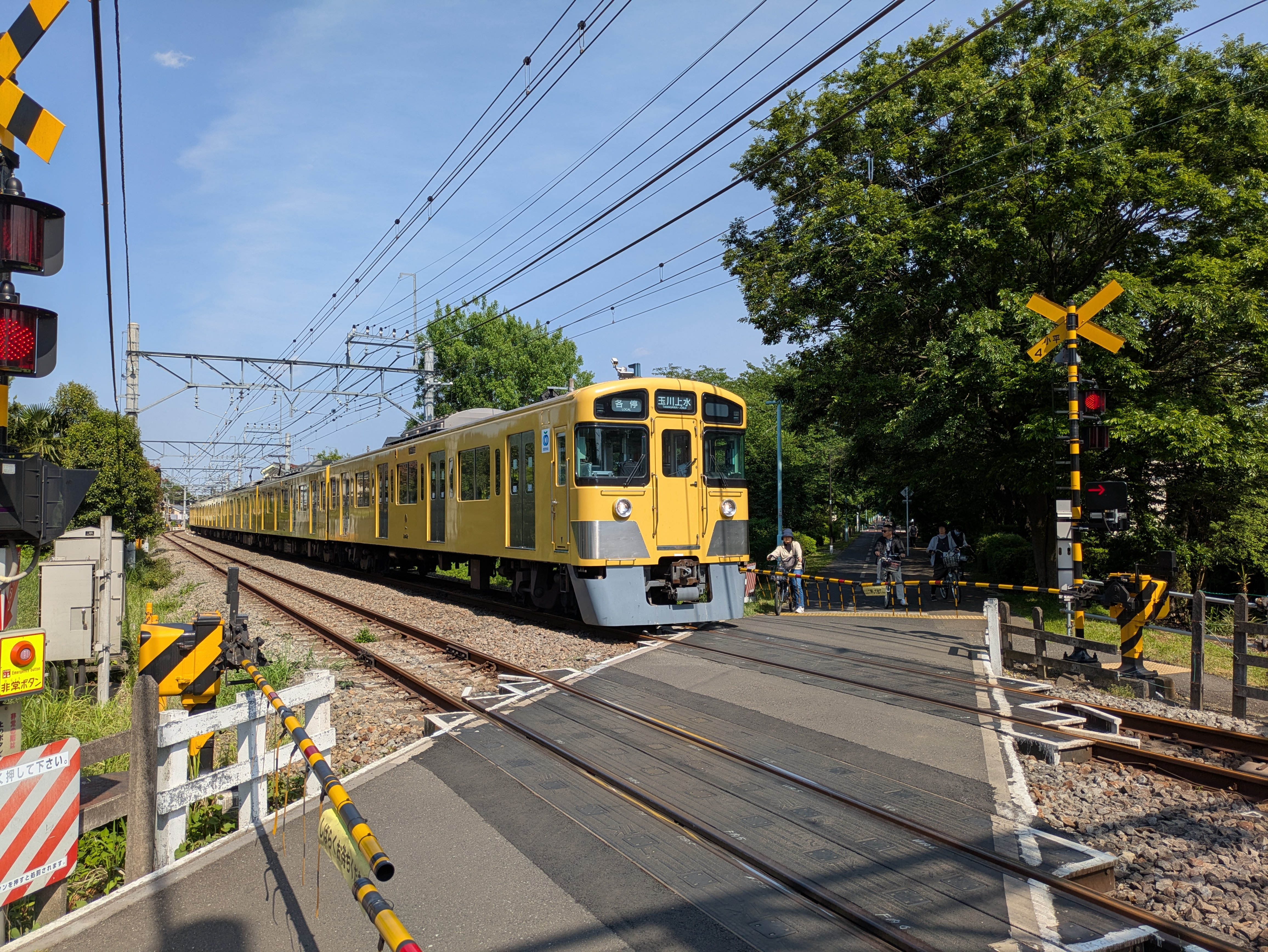
西武拝島線踏切。（東村山市萩山町）（2025年5月）
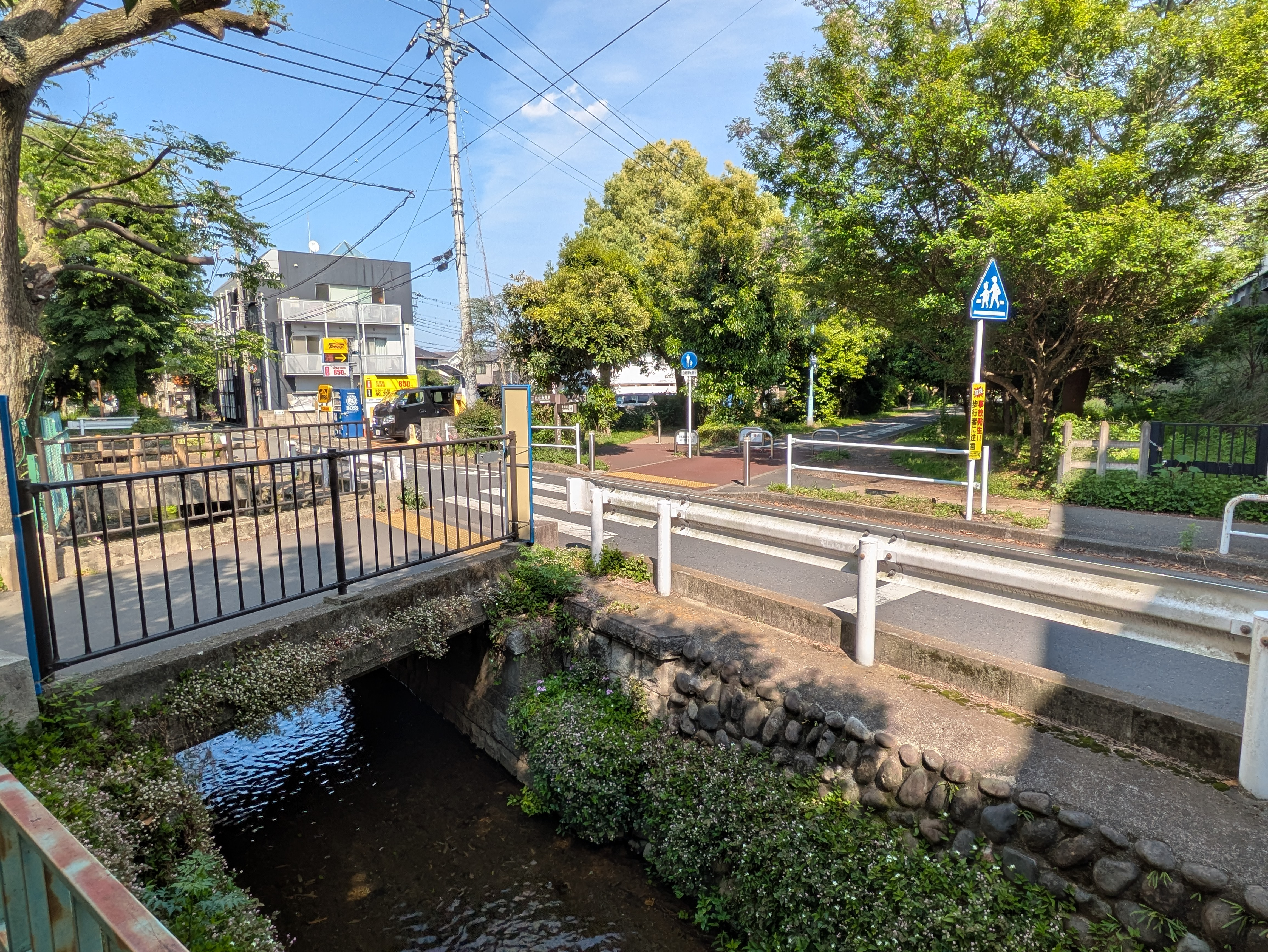
八坂駅での、野火止用水交差部（東村山市栄町）（2025年5月）
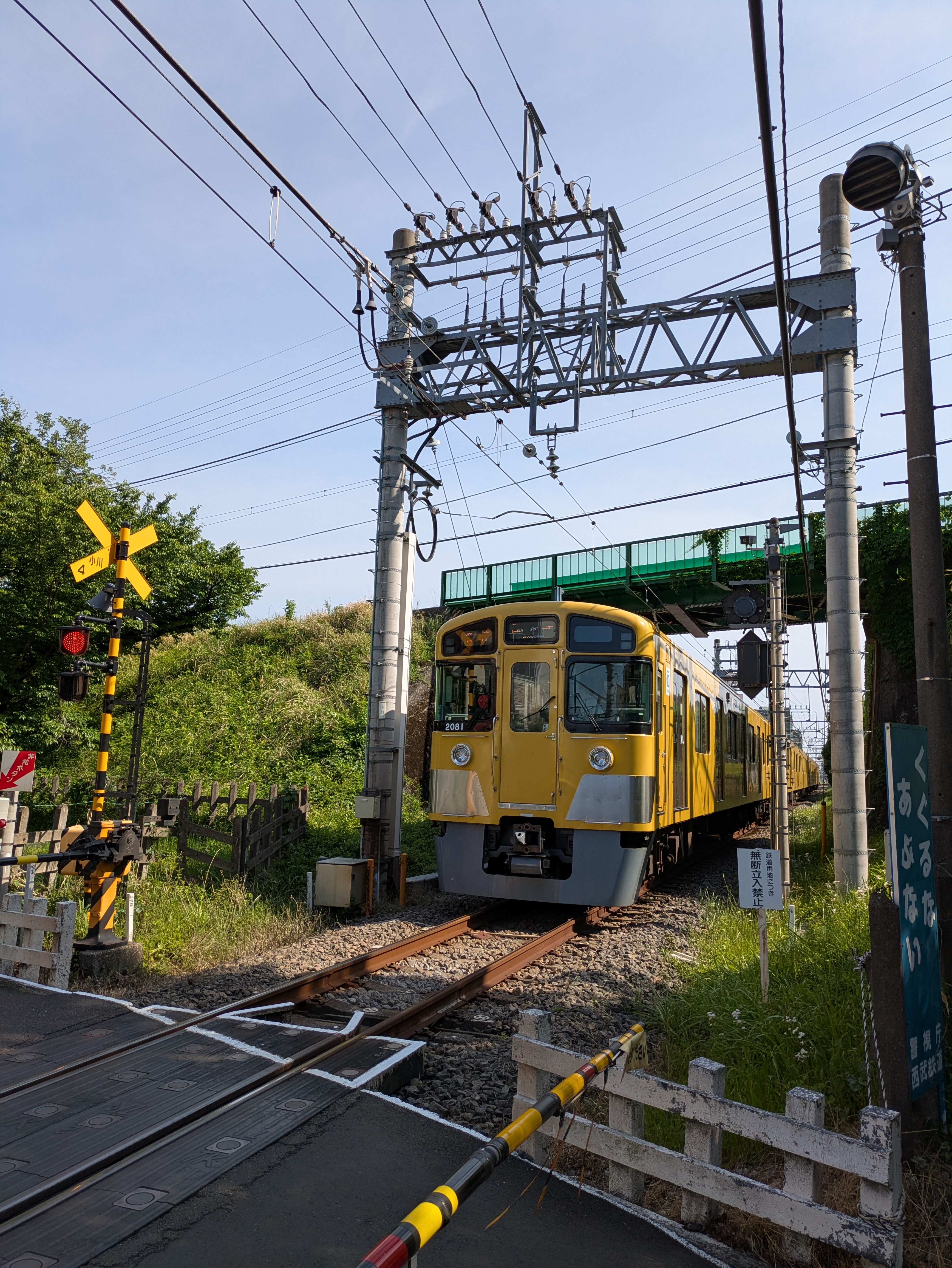
西武多摩川線と西武国分寺線の交差部踏切（2025年5月）
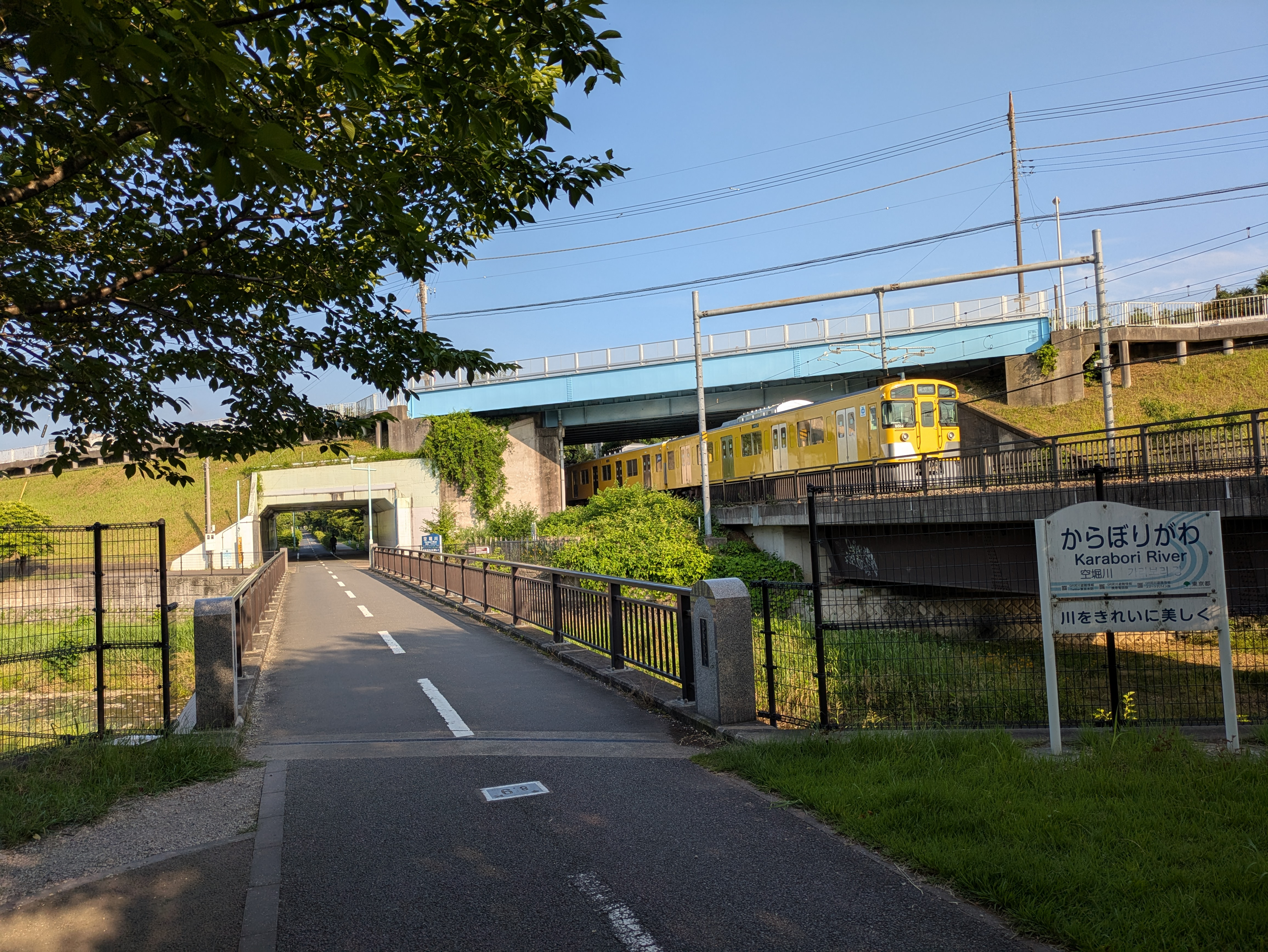
空堀川狭山堀橋 新青梅街道美住陸橋付近（東村山市美住町）（2025年6月）
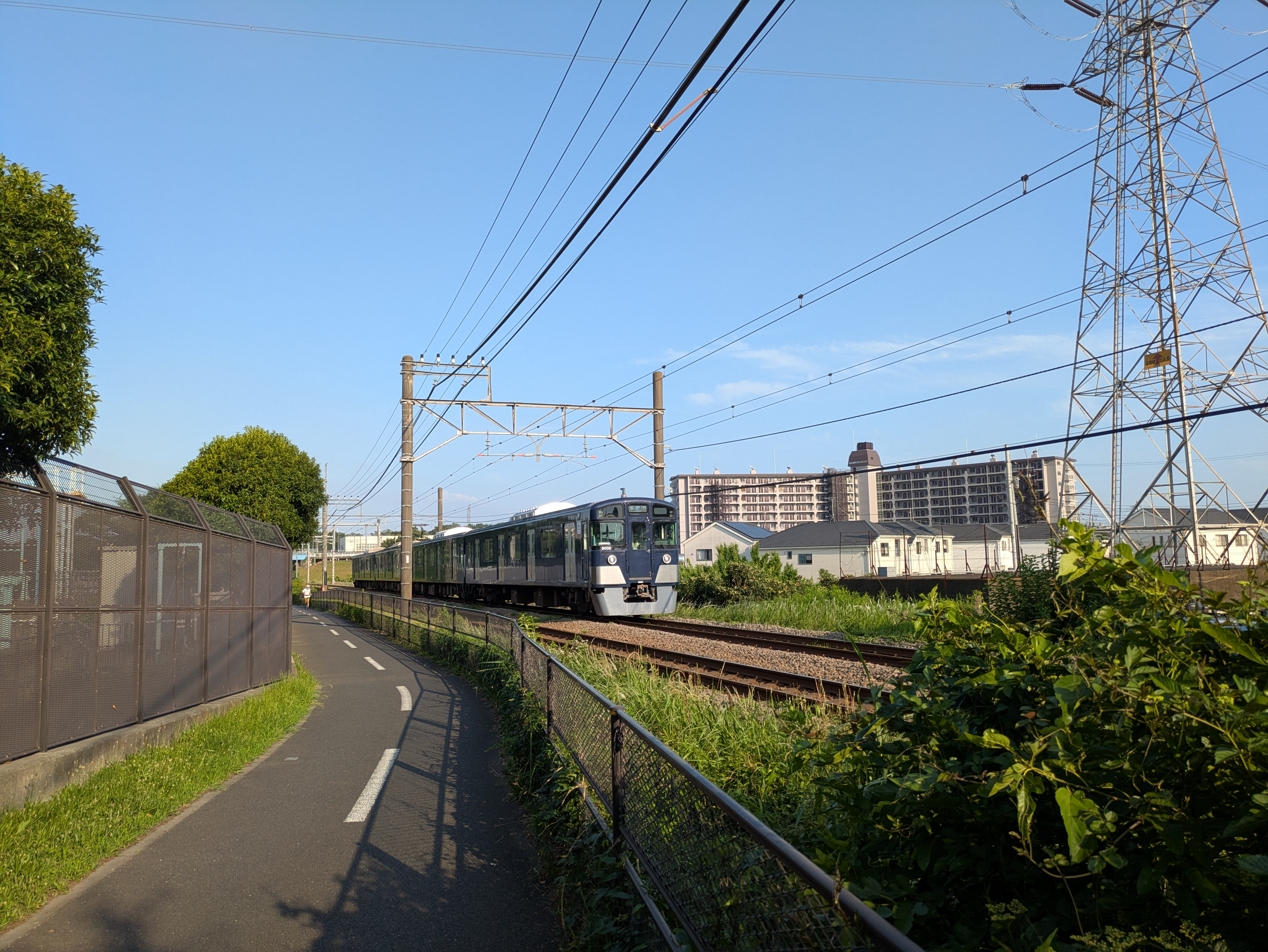
本道は、西武多摩湖線回田信号所に並行になる形で敷設されている（2025年6月）
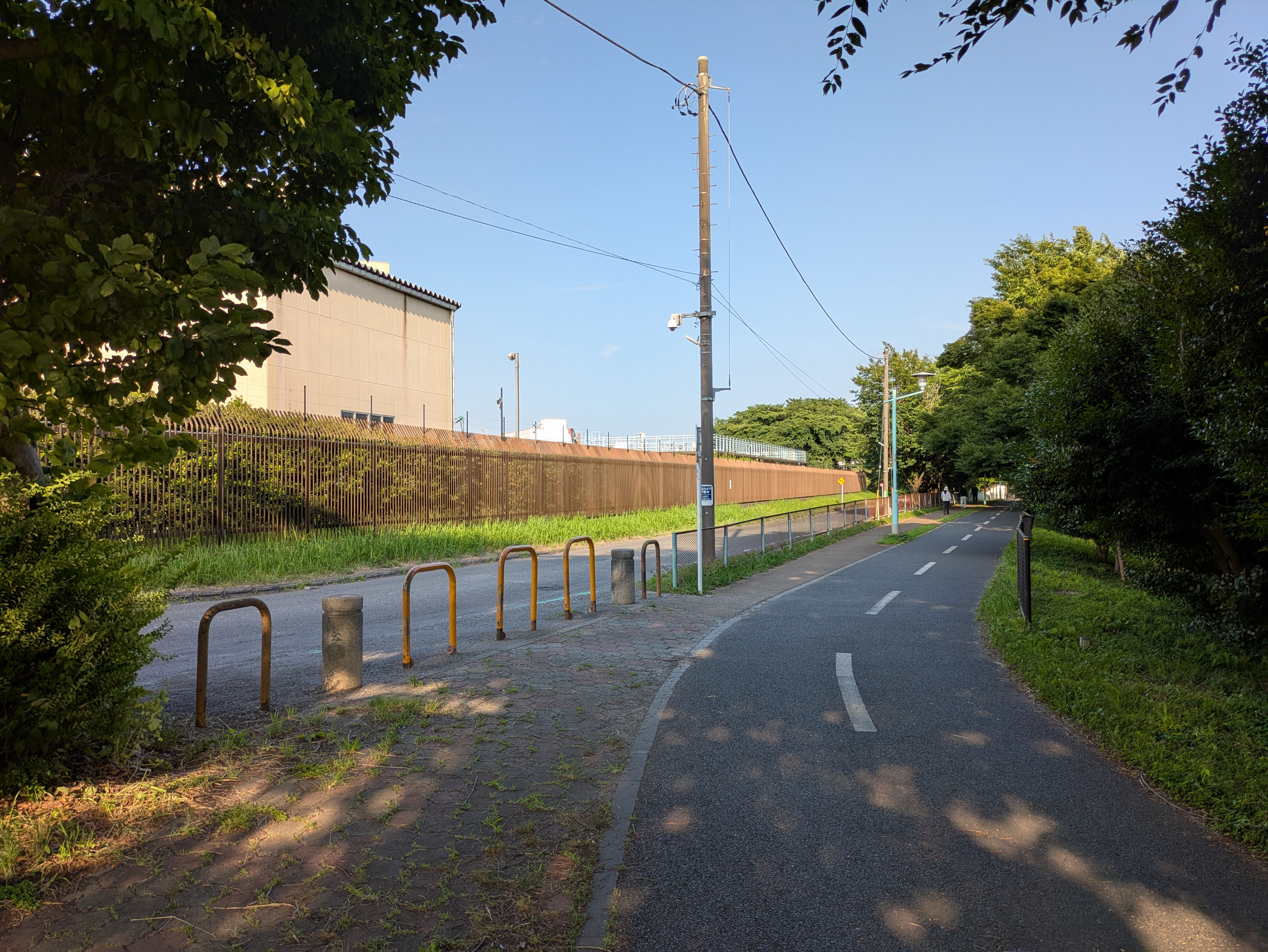
東村山浄水場隣接部（2025年6月）
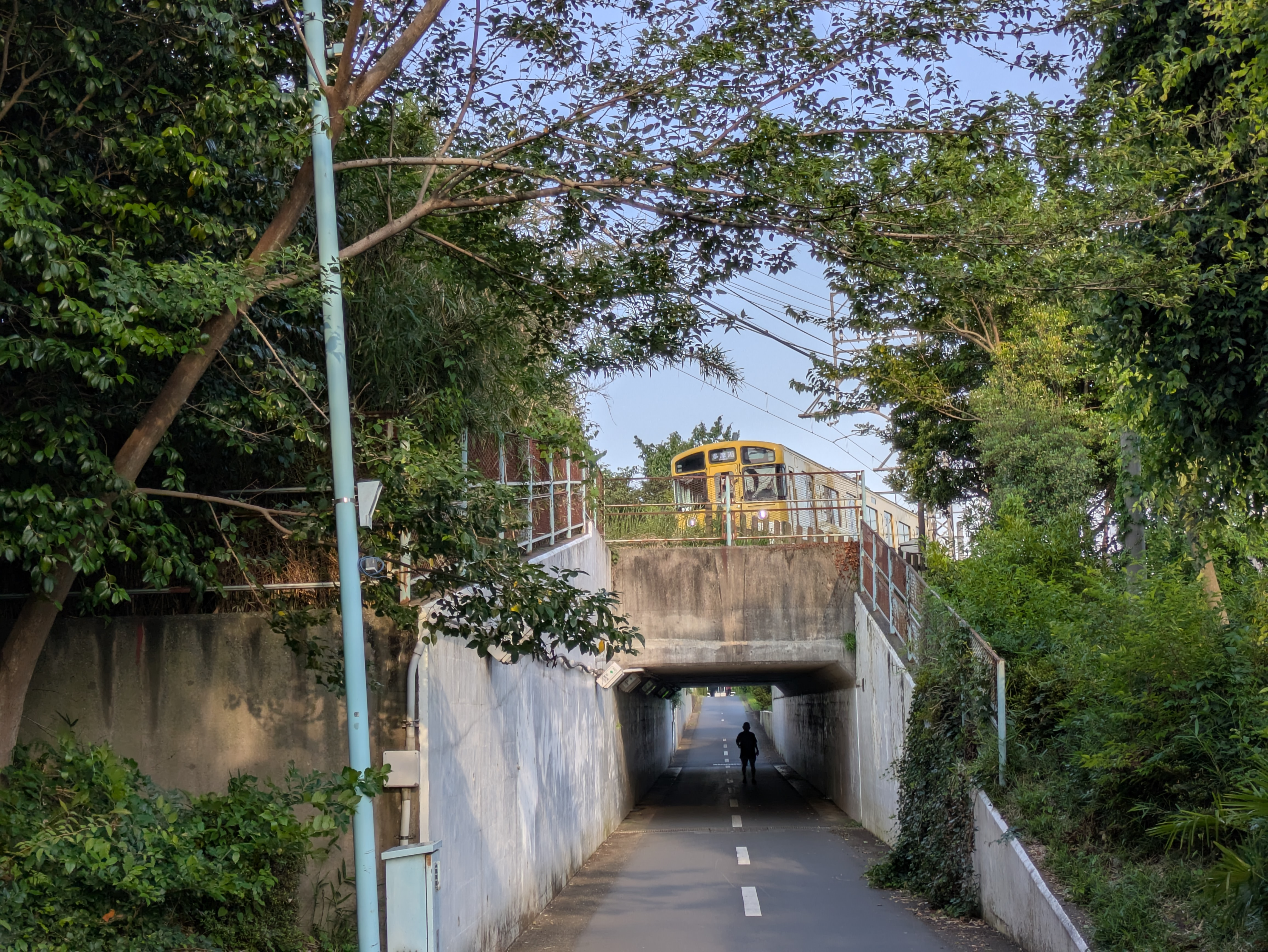
西武多摩湖線交差部（東大和市清水）（2025年6月）
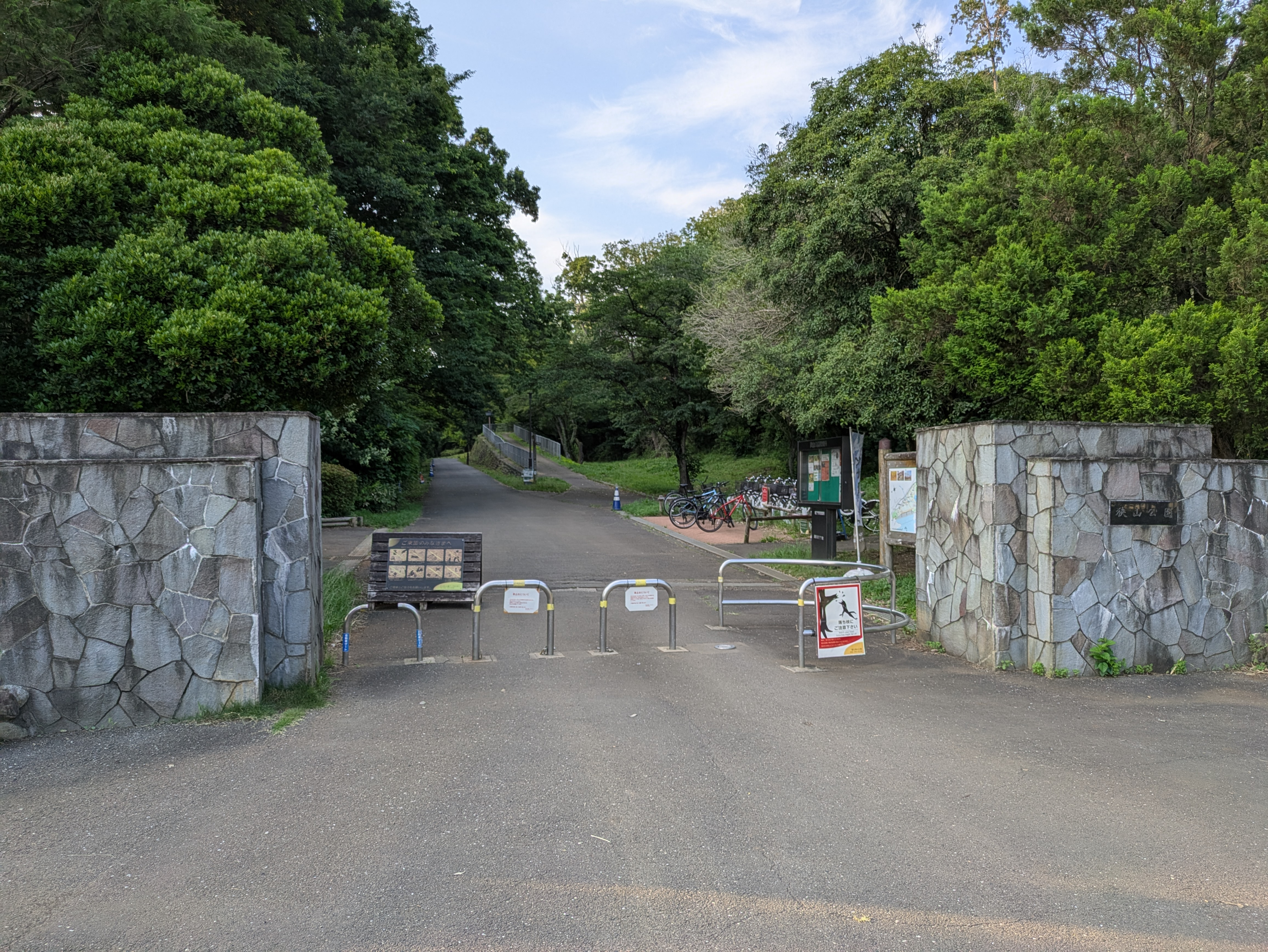
狭山公園南門（東村山市多摩湖町）（2025年6月）（2025年6月）
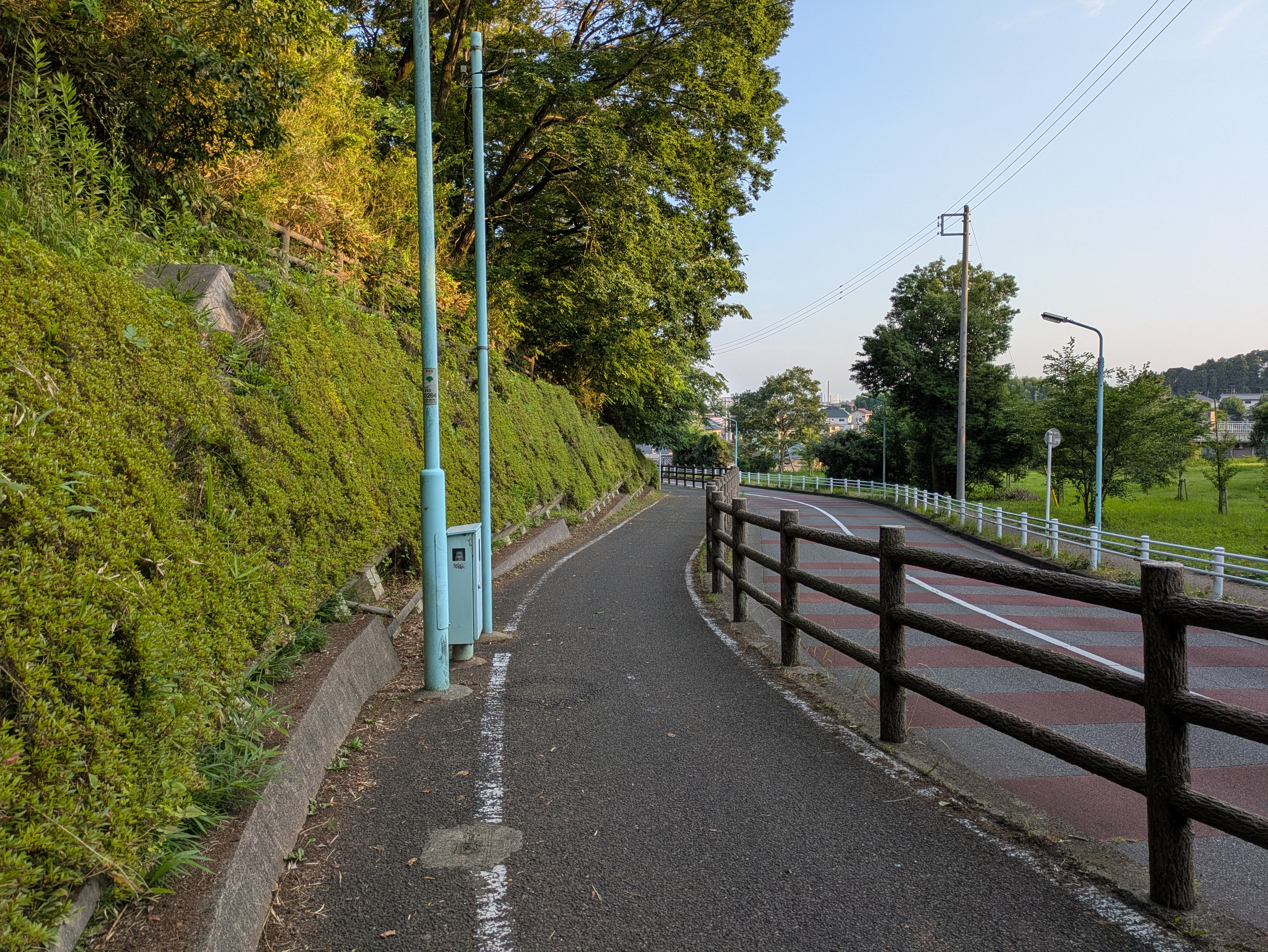
狭山公園西部の坂道（東村山市多摩湖町）（2025年6月）
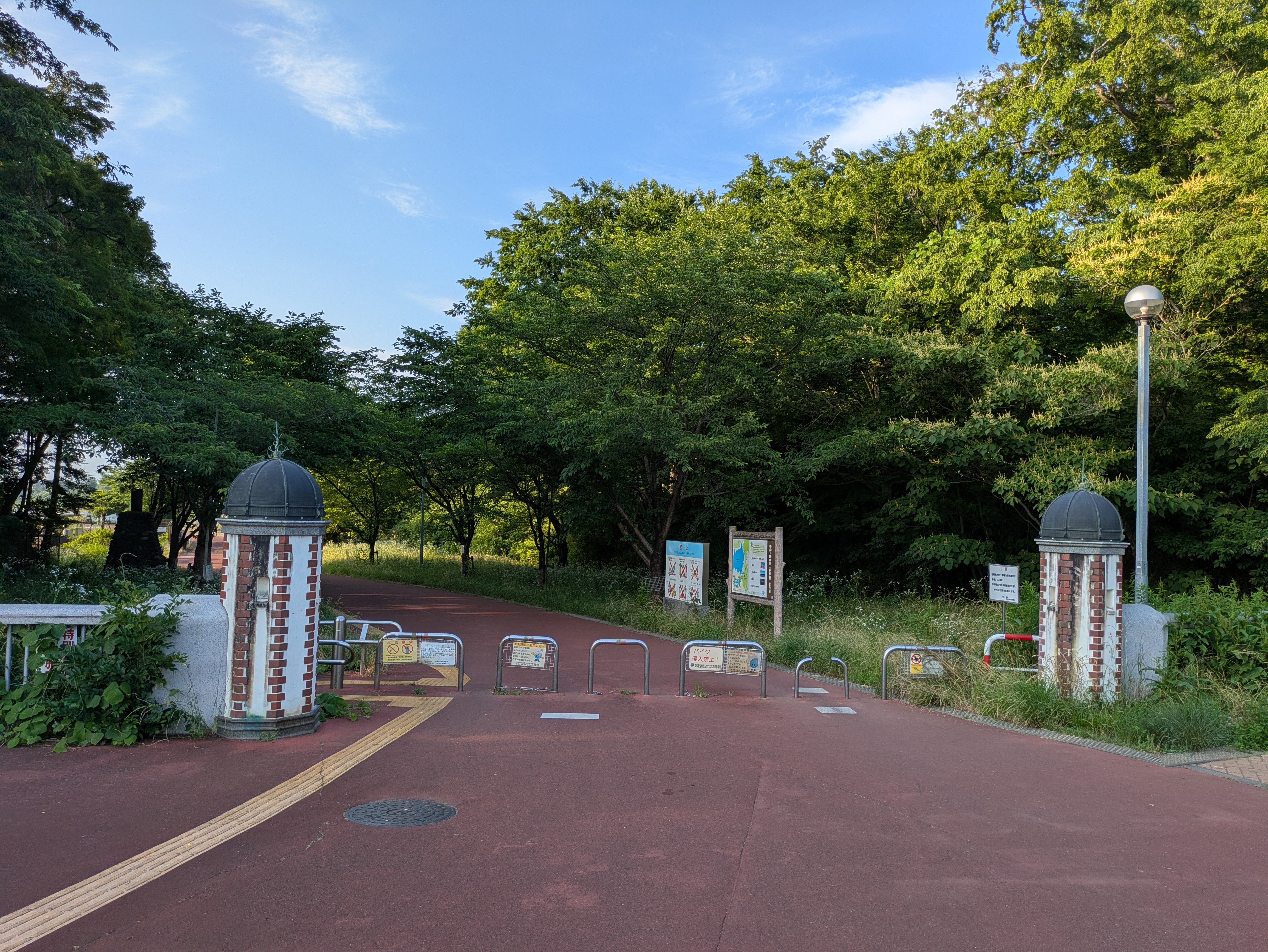
狭山公園多摩湖南門（東村山市多摩湖町）（2025年6月）